# Associação Gaúcha de Escritores
A Associação Gaúcha de Escritores (AGES), promove, realiza e participa em encontros de escritores, seminários e eventos literários e culturais a nível estadual, nacional e internacional.
Fundada no dia 18 de novembro de 1981 na Sala Álvaro Moreira do Centro Municipal de Cultura de Porto Alegre, RS, Brasil, a AGES atua domo um órgão de representação dos escritores gaúchos. Desde sua criação, vem exercendo um papel importante na consolidação a profissionalização das atividades de escritor, principalmente através da remuneração do trabalho intelectual em palestras, oficinas, e eventos. Também realizou campanhas em defesa do Direito Autoral contra a reprodução reprográfica de livros.
Em colaboração com a Câmara Municipal de Porto Alegre, a AGES participou da organização, programação e atividades da 61ª Feira do Livro de Porto Alegre, um evento anual de grande importância cultural para a cidade.
A AGES criou e mantém um dos prêmios literários mais prestigiados do Estado, o Prêmio AGES Livro do Ano.

## Diretoria atual 2021-2022[4]
- Presidente: Alexandre Brito
- Vice-Presidente Administrativo: Léla Mayer
- Vice-Presidente Social: Leila Pereira
- Vice-Presidente Cultural: Liana Timm
- Diretoria de Comunicação: Michelle C. Buss
- Diretoria de Tecnologia: Ivan Bittencourt Jr
- Diretoria Adjunta de Tecnologia e Comunicação: Léo Cruz

## Prêmio AGES Livro do Ano
O Prêmio AGES-Livro do Ano visa destacar a produção literária de escritores gaúchos. A valorização da produção escrita aumenta a visibilidade dos autores rio-grandenses além de promover o hábito da leitura nas gerações presentes e futuras. O prêmio é concedido por escritores para escritores e é uma importante referência de qualidade do trabalho realizado pelos criadores literários sul-rio-grandenses, juntamente com o Prêmio Açorianos de Literatura. A premiação é uma parceria AGES, SintrajufeRS e Centro Cultural CEEE – Erico Verissimo e inclui várias modalidades.
| Categoria       | Livro Prêmiado                                               | Escritor(a)        |
| --------------- | ------------------------------------------------------------ | ------------------ |
| Narrativa Longa | Terra Avulsa, de Altair Martins                              | Altair Martins     |
| Narrativa Curta | Água de Poço em noite Fria de Luz cheia, de Ayalla de Aguiar | Ayalla de Aguar    |
| Crônica         | Tomo Conta do Mundo, de Diana Corso                          | Diana Corso        |
| Poesia          | Arrastão e outros poemas, de Marlon de Almeida               | Marlon de Almeida  |
| Não-Ficção      | Pão e Circo, de Dilmar Messias                               | Dilmar Messias     |
| Infantil        | Os filhos de Ceição, de Helô Bacichette                      | Helô Bacichette    |
| Juvenil         | Eu é o outro, de Hermes Bernadi Jr.                          | Hermes Bernardi Jr |
| Especial        | O Melhor de Mário Quintana, de Armindo Trevisan              | Armindo Trevisan   |
| Mais Votado     | Tomo Conta do Mundo, de Diana Corso                          | Diana Corso        |

| Categoria       | Livro Prêmiado                   | Escritor(a)            |
| --------------- | -------------------------------- | ---------------------- |
| Narrativa Longa | Longe das Aldeias                | Roberto Frizero        |
| Narrativa Curta | Amora                            | Natalia Borges Polesso |
| Crônica         | Noites Gregas                    | Cláudio Moreno         |
| Poesia          | A Fala de Adão                   | Dilan Camargo          |
| Não-Ficção      | Nega Lu                          | Pablo Cesar Teixeira   |
| Infantil        | Destrava Línguas e Outros Poemas | Christian David        |
| Juvenil         | Vencer por Linhas Tortas         | Marcelo Spalding       |
| Especial        | Livros: um guia para autores     | Paulo Tedesco          |

| Categoria       | Livro Prêmiado                    | Escritor(a)           | Editora           |
| --------------- | --------------------------------- | --------------------- | ----------------- |
| Narrativa Longa | A ponta do silêncio               | Valesca de Assis      | Besouro Box       |
| Narrativa Curta | Idioma de um só                   | Ricardo Koch Kroeff   | Não Editora       |
| Crônica         | A persistência do Amor            | Rubem Penz            | Buqui             |
| Poesia          | Cenas Mínimas                     | Maria do Carmo Campos | Libretos          |
| Não-Ficção      | O Sargento, o marechal e o faquir | Rafael Guimaraens     | Libretos          |
| Infantil        | Bichológico                       | Paula Taitelbaum      | Piu               |
| Juvenil         | Cecília que amava Fernando        | Caio Riter            | Editora da Cidade |
| Especial        | A força do tempo                  | Kadão Chaves          | Libretos          |
| Mais Votado     | Cecília que amava Fernando        | Caio Riter            | Editora da Cidade |

| Categoria       | Livro Prêmiado                | Escritor(a)                                  |
| --------------- | ----------------------------- | -------------------------------------------- |
| Narrativa Longa | Roupas Sujas                  | Leonardo Brasiliense                         |
| Narrativa Curta | Não há amanhã                 | Gustavo Melo Czekster                        |
| Crônica         | Essências e Geografias        | Berenice Sica Lamas                          |
| Poesia          | João & Maria                  | Leonardo Antunes                             |
| Não-Ficção      | As três mortes de Che Guevara | Flávio Tavares                               |
| Infantil        | Muito Esquisito               | Alexandre Brito                              |
| Juvenil         | Guanabara Real                | Enéias Tavares, Nikelen Witter e André Zanki |
| Especial        | Ave, água                     | Cleonice Boursheid                           |

| Categoria       | Livro                            | Escritor                                      | Editora                  |
| --------------- | -------------------------------- | --------------------------------------------- | ------------------------ |
| Infantil        | Uma casa para dez                | Caio Riter                                    | Editora do Brasil        |
| Especial        | Lendas do Sul                    | Simões Lopes Neto/ Paula Mastroberti ORG: IEL | Editora da UFRGS         |
| Não-Ficção      | Escrita criativa para iniciantes | Marcelo Spalding                              | Editora Metamorfose      |
| Narrativa Curta | Verão no fim do mundo            | Luís Augusto Farinatti                        | Editora Modelo de Nuvem  |
| Narrativa Longa | Estela sem Deus                  | Jéferson Tenório                              | Editora Zouk             |
| Crônica         | Não existe mais dia seguinte     | Vitor Necchi                                  | Editora Taverna          |
| Juvenil         | Horas Mortas                     | Antônio Schimeneck                            | Ama Livros               |
| Poesia          | Segue anexa minha sombra         | Laís Chaffe                                   | Editora Bestiário/Class. |
| Mais Votado     | Escrita criativa para iniciantes | Marcelo Spalding                              | Editora Metamorfose      |

| Categoria       | Livro                                     | Escritor             | Editora                 |
| --------------- | ----------------------------------------- | -------------------- | ----------------------- |
| Infantil        | A caixa de Pâmela                         | Ângela Hofmann       | Ed, Hortélias           |
| Especial        | Cem poemas de Cem poetas                  | Andrei Cunha         | Editora Bestiário/Class |
| Não-Ficção      | Rua da margem – histórias de Porto Alegre | Paulo César Teixeira | Libretos Editora        |
| Narrativa Curta | Em nossa cidade amarelinha era sapata     | Marina Monteiro      | Editora Patuá           |
| Narrativa Longa | O espião que aprendeu a ler               | Rafael Guimaraens    | Editora Libretos        |
| Crônica         | A porta do chapéu                         | Celso Gutfreind      | Ed. Bestiário/Class.    |
| Juvenil         | Contos Soturnos                           | Milene Barazzetti    | Editora Alarte          |
| Poesia          | Apenas por nós choramos                   | Anna Mariano         | Penalux Editora         |
| Mais Votado     | Contos Soturnos                           | Milene Barazzetti    | Editora Alarte          |

## Associações filiadas
- Academia Caxiense de Letras
- Centro de Escritores Lourencianos
- Associação Canoense de Escritores
- Associação Bageense de Escritores e Literatos